# Fordham Road (línea Concourse)
Kingsbridge Road es una estación en la línea Concourse del Metro de Nueva York de la división B del Brooklyn–Manhattan Transit Corporation. La estación se encuentra localizada en Fordham-Bedford, El Bronx entre East Kingsbridge Road y Grand Concourse. La estación es servida en varios horarios por los trenes del servicio  y .